# Ettore Colla

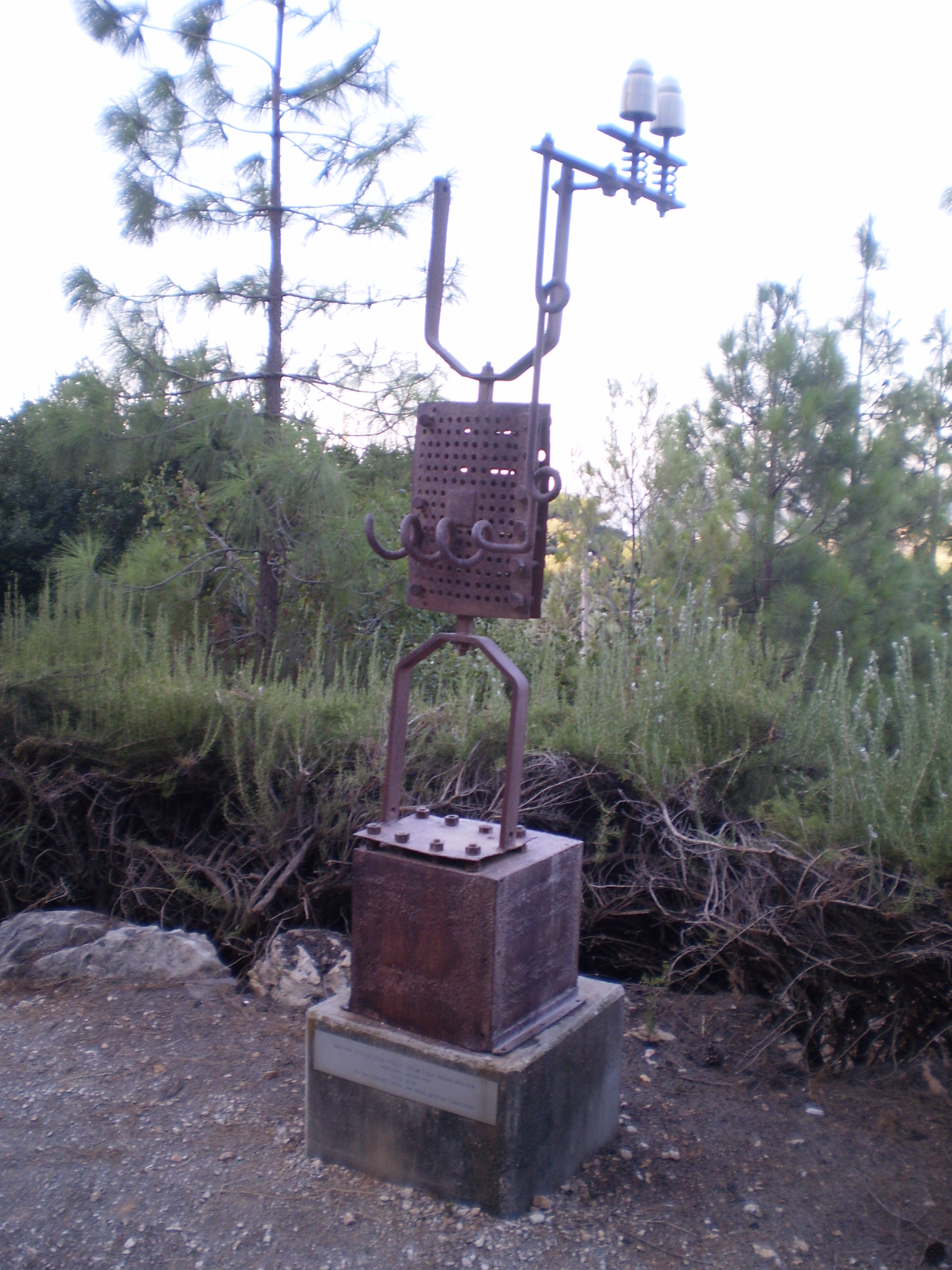
Moses, by Ettore Colla, 1957, at Amirim sculpture garden, Israel

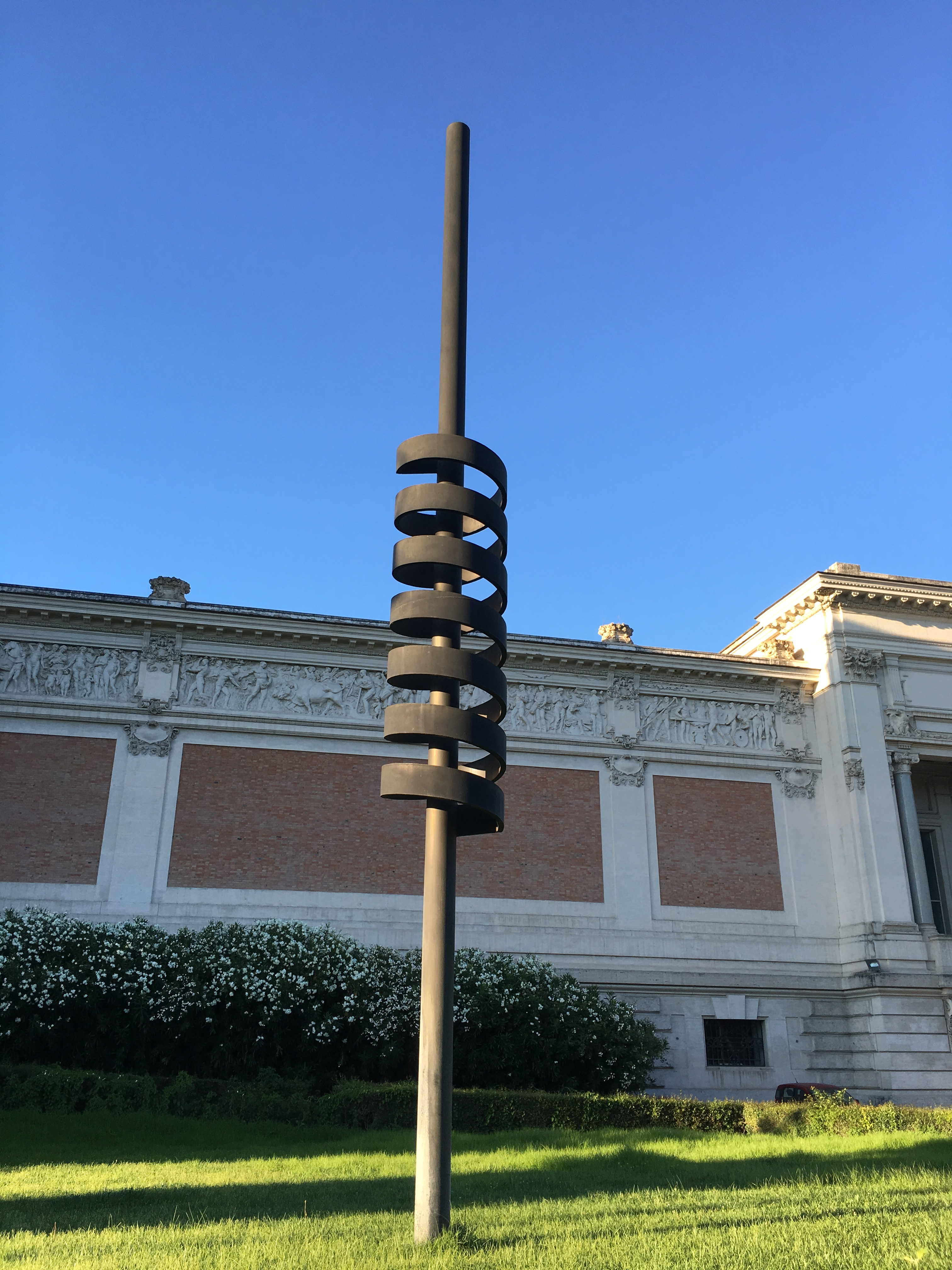
"La grande spirale" davanti alla Galleria nazionale d'arte moderna e contemporanea di Roma

Ettore Colla (Parma, 16 aprile 1896 – Roma, 28 dicembre 1968) è stato un artista, scultore e pittore italiano.

## Vita
Nacque come primogenito di una numerosa prole, da Cesare Colla e Angela Bussi.
Ettore Colla fu uno dei protagonisti dell'astrattismo italiano.
Frequentò dal 1913 l'Accademia di Belle Arti di Parma e nel 1918 si arruolò nel corpo dei bersaglieri, rimase ferito gravemente e per quell'azione ricevette la decorazione.
Nel 1923 si trasferì a Parigi dove frequentò gli atelier di importanti artisti quali Émile-Antoine Bourdelle, Constantin Brâncuși, Charles Despiau oltre a Henri Laurens per cui prestò lavoro. Successivamente viaggiò toccando diverse città, tra cui Monaco, Vienna e Budapest.
Tornato in Italia nel 1926 si trasferì a Roma, dove si stabilì definitivamente, iniziò la sua attività di scultore.
- Nel 1930 una sua scultura fu accettata alla Biennale di Venezia, nella quale esporrà innumerevoli volte.
- Nel 1932 ottenne una cattedra di insegnante al liceo artistico a Napoli, e poco dopo a Roma (1936).
- Nel 1950  fondò il Gruppo Origine  assieme ad artisti quali Mario Ballocco, Alberto Burri  e Giuseppe Capogrossi.
- Nel 1952  fondò la rivista Arti visive  che uscirà fino al 1958 e rappresenterà un punto di riferimento nel dibattito in Italia.
- Nel 1959 la personale all'Institute of Contemporary Arts di Londra, a cui seguirono altre importanti personali in Italia e all'estero.
- Nel 1961 espose alla mostra "The Art of Assemblage" presso il MoMA di New York che gli acquistò una scultura.
- Nel 1962 su invito di Giovanni Carandente progettò e realizzò una scultura monumentale alta 13 m. dal titolo La grande spirale. L'opera fu esposta nell'ambito della mostra Sculture in città a Spoleto durante il V Festival dei Due Mondi. L'artista ne fece dono alla città. Attualmente si può ammirare all'esterno della Galleria nazionale d'arte moderna e contemporanea di Roma a cui era stata prestata in occasione di una mostra; la scultura non è mai ritornata a Spoleto.
- Nel 1964 espose in una personale fuori concorso alla XXXII Biennale di Venezia, nel 1967 fu invitato ad una collettiva internazionale al Guggenheim di New York.

Lo scultore morì a  Roma nel  1968 all'età di 72 anni.

## L'opera
L'importanza di questo artista è riconosciuta dalla vasta fortuna critica che raccoglie scritti dei maggiori autori italiani dell'epoca, tra i quali si rammenta Giulio Carlo Argan, Maurizio Calvesi, Gillo Dorfles,  Filiberto Menna. Alcune sue opere sono conservate ed esposte in diversi musei tra cui la GAM di Roma, al MART di Trento, al MoMA di New York e alla Tate Gallery di Londra.
Prima della guerra la sua poetica fu vicina a quella del movimento Novecento ed in particolare ad Arturo Martini.
La fine degli anni '40 segnò per Colla, come per altri artisti italiani, un importante momento di svolta con l'apertura verso l'astrattismo, le cui vicende visse come protagonista.
Intorno al metà degli anni '50 lo scultore compì un ulteriore cambiamento che lo portò a definire una linea artistica per il quale rimane noto.
La sua nuova scultura si caratterizza per l'utilizzo di elementi  di recupero, prevalentemente in ferro, creando assemblaggi astratti sebbene, talvolta, allusivi. In ciò si è parlato di nuovo dadaismo (che in ogni caso non va confuso con il movimento new dada), riferendosi alle prime opere realizzate con assemblaggi di object trouvé, in autori come Francis Picabia o Marcel Duchamp. 
Va però affermato che la scultura di Colla si differenzia notevolmente dall'opera degli autori citati. Infatti è assente la volontà provocatoria, tipica del dadaismo. Nella sua scultura permase invece la ricerca di forme e rapporti spaziali, tipici dell'esperienza astrattista. Colla non fa tanto riferimento all'astrattismo geometrico, quanto soprattutto all'informale, con i cui protagonisti l'artista intrattenne intensi rapporti.
Oltre a ciò si ritrova una allusione realistica, a cui si può riferire certa scultura del surrealismo. Come afferma Argan (in "Colla Scultore", catalogo della mostra alla Galleria Toninelli di Milano, 1963): "gli oggetti di Colla contengono un racconto ed una morale: sono favole di La Fontaine del nostro tempo, soltanto che le persone non sono allegorizzate in animali sapienti, ma nei frammenti di una grossa macchina rotta. Non si tratta di una facile 'poetica del rottame': l'attrazione che il rottame esercita sulla fantasia dell'artista dipende essenzialmente dal fatto che esso conserva, malgrado tutto, una forma".
Questo complesso sistema di riferimenti, in parte ben consapevole, costruisce la cifra poetica di Colla, che rimane, quindi, originale e unica.

## Ettore Colla nei musei
- Fondazione Biscozzi Rimbaud, Lecce
- Museo Carandente, Palazzo Collicola - Arti visive, Spoleto
- Museo d'arte contemporanea - (MACRO), Roma
- Collezione Roberto Casamonti, Firenze